# Strickscheid
Strickscheid település Németországban, Rajna-vidék-Pfalz tartományban. Lakosainak száma 31 fő (2023. december 31.).

## Népesség
A település népességének változása:
| Lakosok száma | 65   | 27   | 32   | 26   | 35   | 31   |
|               | 1975 | 2017 | 2019 | 2021 | 2022 | 2023 |